# Bill Fitch
William Fitch, mais conhecido por Bill Fitch (Davenport, 19 de maio de 1934 — Conroe, 2 de fevereiro de 2022) foi um treinador de basquetebol estadunidense, o qual obteve muito sucesso treinando equipes da National Basketball Association (NBA) em sua carreira, com destaque ao Boston Celtics, além de ter treinado também Cleveland Cavaliers, Houston Rockets, New Jersey Nets e Los Angeles Clippers.